# Villeneuviella stackelbergi
Villeneuviella stackelbergi är en tvåvingeart som beskrevs av Grunin 1957. Villeneuviella stackelbergi ingår i släktet Villeneuviella och familjen Rhiniidae. Inga underarter finns listade i Catalogue of Life.